# Rubia komarovii
Rubia komarovii là một loài thực vật có hoa trong họ Thiến thảo. Loài này được Pojark. miêu tả khoa học đầu tiên năm 1958.